# John Harley
John Harley (Glasgow, 5 maggio 1886 – Montevideo, 15 maggio 1960) è stato un calciatore scozzese naturalizzato uruguaiano.
Harley nacque a Glasgow, in Scozia, nel 1886. Nel 1906 divenne un ingegnere delle ferrovie, a Springburn, vicino a Glasgow. Nello stesso anno si trasferì in Sud America per lavorare nella costruzione delle linee ferroviarie lungo il Río de la Plata.
Inizialmente si stabilì in Argentina, dove lavorò per la Bahia Blanca e North Western Railway e per la Buenos Aires Western Railway.
All'arrivo in Uruguay nel 1909 Harley trovò lavoro presso le Ferrovie Centrali uruguaiane, dove rimase per 37 anni, fino alla pensione.
Harley morì a Montevideo nel 1960, ed è sepolto nel Cimitero britannico.

## Carriera

### Club
In Argentina Harley giocò con il Ferro Carril Oeste prima di passare al club uruguaiano CURCC (che poi divenne Peñarol). Harley si era messo in luce durante un'amichevole tra le due squadre nel 1908.
Fu il primo grande giocatore del club nel ruolo di centromediano, capostipite in una posizione che nella storia del Peñarol è stata poi occupata da autentiche leggende come Obdulio Varela, Álvaro Gestido ed "el Tito" Gonçalves.
Harley rivoluzionò lo stile di gioco uruguaiano, fino a quel periodo fortemente influenzato dal modello inglese fatto di lunghi lanci. Introdusse lo stile scozzese che privilegiava il passaggio corto e un gioco più corale, e sull'asse Harley-José Piendibene il Peñarol prima e la nazionale uruguaiana dopo posero le basi della scuola che avrebbe dominato il mondo del calcio dagli anni venti in poi.
Harley giocò col Peñarol dal 1909 al 1920, anno del suo ritiro dal calcio giocato. Fu capitano della squadra per dieci anni. Inoltre fu allenatore-giocatore dell'Uruguay dal 1909 a tutto il 1910. Dopo il ritiro dall'attività fu allenatore del Peñarol.

### Nazionale
Harley esordì con la nazionale dell'Uruguay nel 1909. Collezionò in tutto diciassette presenze fino al 1916.